# سرگی انریک
سرگی انریک (انگلیسی: Sergi Enrich؛ زادهٔ ۲۶ فوریهٔ ۱۹۹۰) بازیکن فوتبال اهل اسپانیا است.
از باشگاه‌هایی که در آن بازی کرده‌است می‌توان به باشگاه ورزشی رئال مایورکا، باشگاه فوتبال نومانسیا، باشگاه فوتبال رکریتیوو اوئلوا، باشگاه فوتبال آلکورکون، باشگاه فوتبال ایبار، باشگاه فوتبال پونفرادینا و باشگاه فوتبال رئال اویدو اشاره کرد.
وی همچنین در تیم ملی فوتبال زیر ۱۹ سال اسپانیا بازی کرده‌است.‌او در حال حاضر در هیچ تیمی شاغل نیست و از تیم های ایرانی مانند گل‌گهر  استقلال. شمس آذر  وتیم های اروپایی مانند بارسلونا چلسی پیشنهاد دارد .‌
این بازیکن با تیم شمس آذر قزوین به موافقت رسیده و قرار است با ارزش ۲میلیون دلار به این تیم دسته یکی بپیوندد